# Nulato
Pour les articles homonymes, voir Nulato (rivière).
Nulato est une localité d'Alaska, le long du fleuve Yukon, dans la région de recensement de Yukon-Koyukuk. En 2010, sa population s’élevait à 264 habitants.

## Situation - climat
Elle est située sur la rive ouest du fleuve Yukon à 56 km à vol d'oiseau à l'ouest de Galena. Elle s'étend le long des collines Nulato, à proximité du Refuge faunique national Innoko. Les villes voisines les plus proches sont Kaltag et Galena.
Les températures extrêmes y sont de −48 °C en janvier et de 32 °C en juillet.

## Histoire

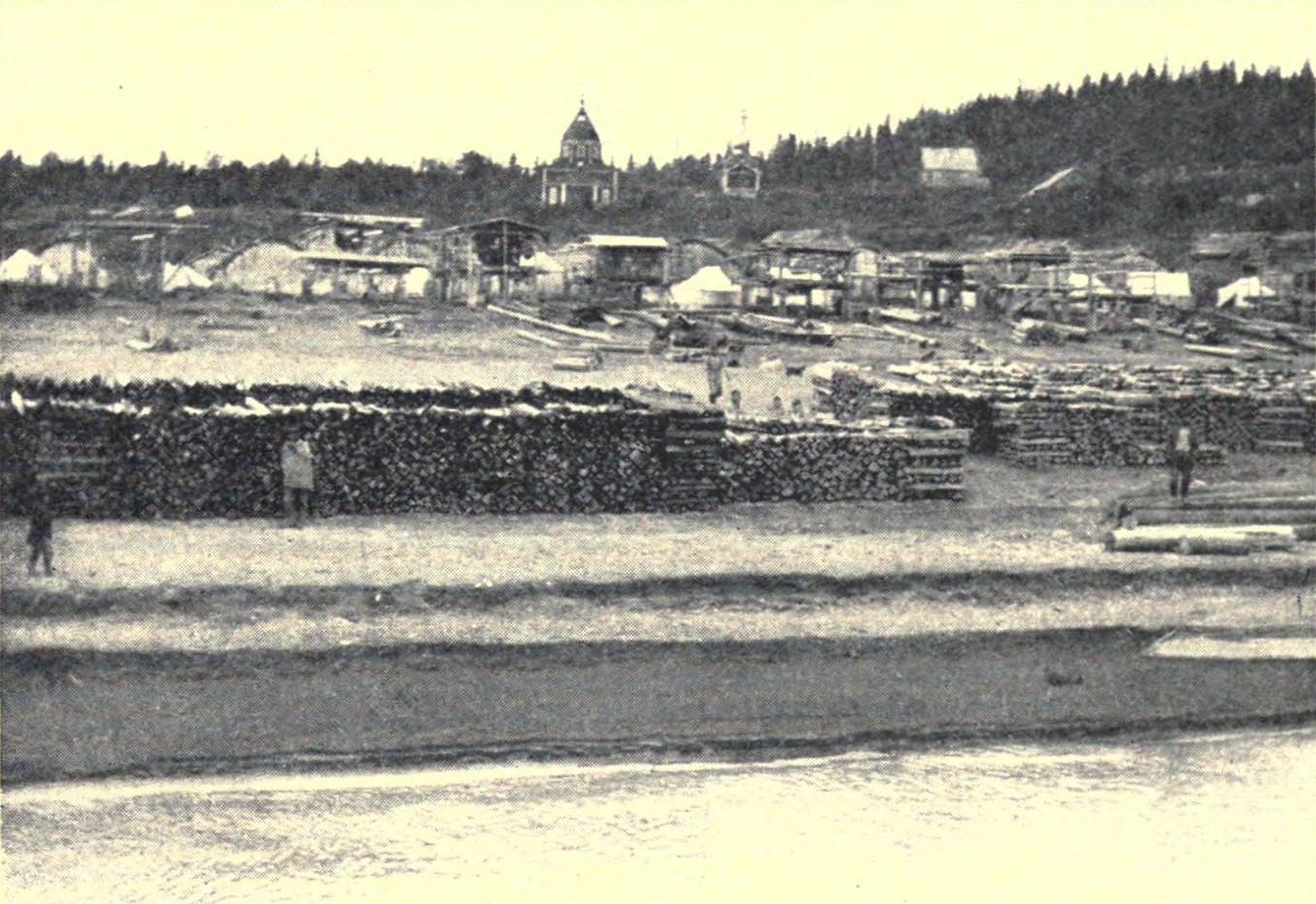
Woodyard et Nulato, Alaska vers 1908

Les Athabascans avaient l'habitude d'installer des camps saisonniers, pour la chasse et la pêche en fonction des migrations du gibier dans la région. Nulato était alors un lieu de commerce important entre les Athabascans et les Eskimos. En 1839, l'explorateur russe Mikhaïl Malakov y ouvrit un comptoir.
Une épidémie de variole décima la population en 1839 tandis que les guerres tribales sévissaient dès 1851, durant lesquelles une grande partie des habitants de Nulato furent massacrés.
En 1867, la Western Union Telegraph Company prospectait en vue d'installer une station de télégraphe, et une mission catholique ouvrait une école en 1887. Pendant la ruée vers l'or, les populations indigènes subirent de nouvelles épidémies, qui tuèrent un tiers des habitants autochtones aux environs de 1900. La poste a ouvert en 1897.
Les chercheurs d'or abandonnèrent la région après 1906.
Un dispensaire, l'eau courante, une nouvelle école, le téléphone et la télévision sont arrivés en 1970 tandis qu'à partir de 1981, de nouvelles constructions se sont développées à environ 3 km de l'ancien emplacement du village.
La majorité des habitants travaillent actuellement dans les différents services locaux, hôpital, école, conseil tribal, ou exercent des activités saisonnières comme la chasse, la pêche commerciale, ou la construction.

## Démographie
| 1890 | 1900 | 1910 | 1920 | 1930 | 1940 | 1950 | 1960 |
| ---- | ---- | ---- | ---- | ---- | ---- | ---- | ---- |
| 118  | 281  | 230  | 258  | 204  | 113  | 176  | 283  |

| 1970 | 1980 | 1990 | 2000 | 2010 | - | - | - |
| ---- | ---- | ---- | ---- | ---- | - | - | - |
| 308  | 350  | 359  | 336  | 264  | - | - | - |

## Personnalité liée à la commune
- Poldine Carlo (1920-2018), autrice américaine et une Grande Aînée des peuples autochtones de cette région, née à Nulato.